# 蘇聯地理

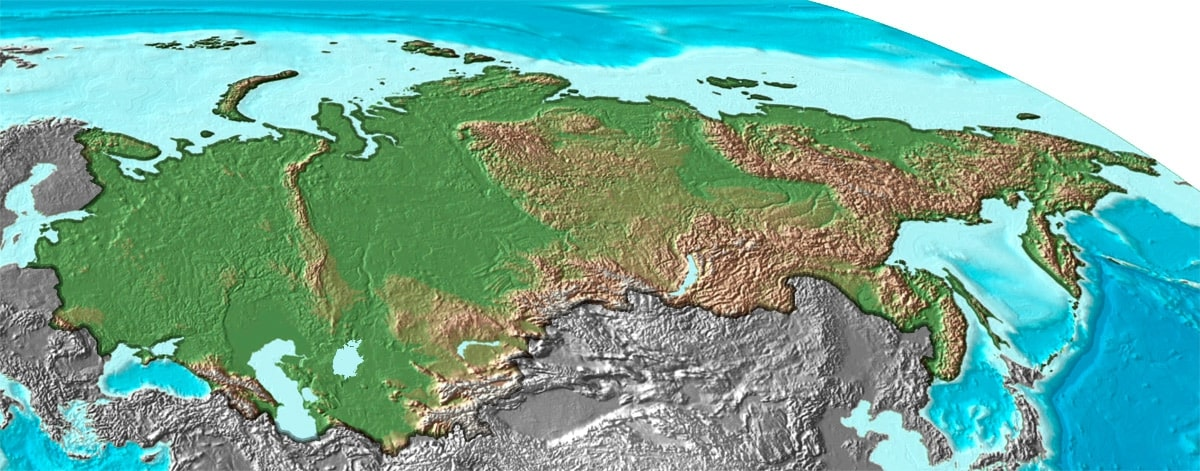
蘇聯地圖

蘇聯曾是地球上面積最大的國家，其陸地面積佔地球總陸地面積的約六分之一，達2240.22萬平方公里
 ，相當於美國陸地面積的兩倍半，僅略小於整個北美大陸。蘇聯覆蓋了亞洲北半部和東歐的大部分地區。蘇聯約四分之一的領土位於歐洲，其他部分位於亞洲。俄羅斯蘇維埃聯邦社會主義共和國是蘇聯最主要的加盟共和國，也蘇聯領土的最大繼承國，其面積佔蘇聯面積的約四分之三。